# الفيس ماريكوس
الفيس ماريكوس (بالإسبانية: Elvis Marecos) (15 فبراير 1980 في باراغواي - ) هو مدرب كرة قدم ولاعب كرة قدم باراغواياني في مركز الدفاع. شارك مع منتخب الباراغواي تحت 20 سنة لكرة القدم ومنتخب باراغواي لكرة القدم. أما مع النوادي، فقد لعب مع أوليمبيا أسونسيون ونادي بوليفار ونادي 12 أكتوبر لكرة القدم ونادي غواراني (نادي كرة قدم) ونادي كوبريلوا وSportivo Iteño ‏.

## وصلات خارجية
- الفيس ماريكوس على موقع الاتحاد الدولي (مؤرشف)  (الإنجليزية)
- الفيس ماريكوس على موقع قاعدة بيانات كرة القدم.إي يو (الإنجليزية)
- الفيس ماريكوس على موقع ناشيونال فوتبول تيمز (الإنجليزية)
- الفيس ماريكوس على موقع Soccerway.com (الإنجليزية)